# Karacahayıt, Söke
Karacahayıt là một xã thuộc huyện Söke, tỉnh Aydın, Thổ Nhĩ Kỳ. Dân số thời điểm năm 2010 là 744 người.